# Rhode Island School of Design
Die Rhode Island School of Design (abgekürzt RISD) ist ein US-amerikanisches College für Kunst und Design in Providence, der Hauptstadt des US-Bundesstaates Rhode Island.

## Geschichte
Die 1877 gegründete Hochschule befindet sich in direkter Nachbarschaft zur Brown University auf dem Gelände des College Hills von Rhode Island. Beide Institute teilen sich akademische und soziale Ressourcen und bieten gemeinschaftliche Kurse an, die unentgeltlich von den Studenten genutzt werden können. Zusammen mit der Cooper Union gilt die Rhode Island School of Design als renommierteste Kunsthochschule in den Vereinigten Staaten.

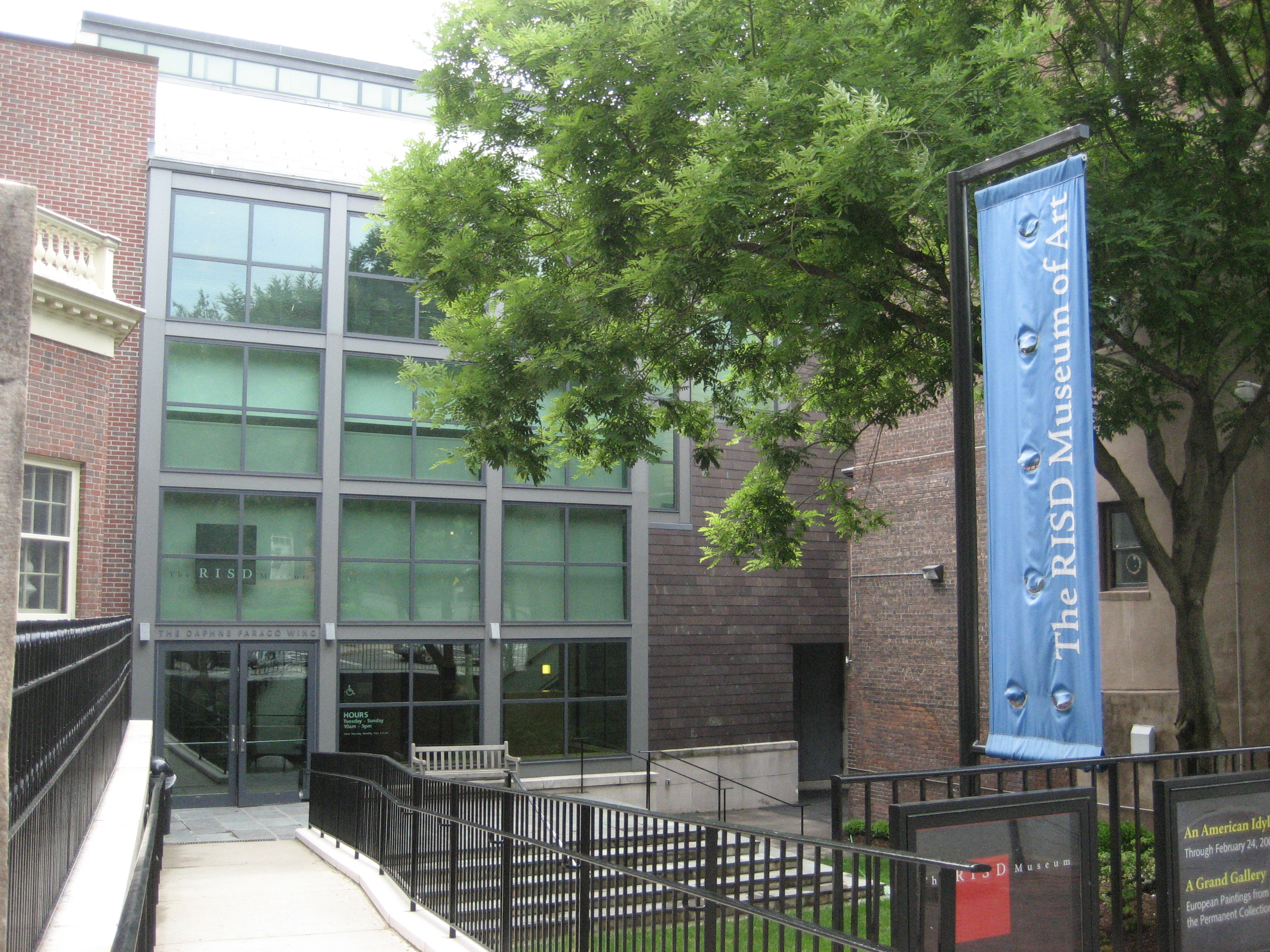
Eingang des Rhode Island School of Design Museum

Zur RISD gehört auch das Rhode Island School of Design Museum, das über 80000 Kunstwerke beherbergt. Den Studierenden werden Abschlüsse in 19 Hauptfächern als Bachelor oder Master angeboten.

## Zahlen zu den Studierenden
Von den 2.576 Studenten im Herbst 2021 strebten 2.044 ihren ersten Studienabschluss an, in der Regel einen Bachelor, sie waren also undergraduates. 532 arbeiteten auf einen weiteren Abschluss hin, oft einen Master, sie waren postgraduates. 36 % der Studierenden des Studienjahres 2020/2021 zählten als Person of Color zu den nicht-weißen aus den USA, 35 % als internationale Studenten. 30.465 Personen waren im Herbst 2021 Ehemalige der Universität 2008 waren es über 17.000 gewesen.

## Fachbereiche
- Architektur, Innenarchitektur, Landschaftsarchitektur
- Produktdesign, Grafikdesign und Messedesign
- Modedesign und Textildesign
- Entertainment, Filmkunst und Verlagswesen
- Atelierkunst, Lehrtätigkeiten sowie eine Vielzahl weiterer Bereiche

## Leitbild
Im Mai 2006 gab die RISD dieses Unternehmensleitbild heraus:

“The mission of the Rhode Island School of Design, through its college and museum, is to educate its students and the public in the creation and appreciation of works of art and design, to discover and transmit knowledge and to make lasting contributions to a global society through critical thinking, scholarship and innovation.”

„Der Auftrag der Rhode Island School of Design ist es, durch Schule und Museum, ihre Studenten und die Öffentlichkeit in der Schaffung und Wertschätzung von Kunstwerken und Design zu unterrichten, um Wissen zu erlangen und zu vermitteln und durch kritisches Denken, Wissenschaft und Innovation dauerhafte Beiträge zu einer globalen Gesellschaft zu leisten.“

## Professoren, Emeriti
- Ernst Lichtblau (1883–1963) – Architekt
- Ootje Oxenaar (1929–2017) – Designer
- Friedrich St. Florian (1932–2024) – Architekt (Entwurf u. a. des National World War II Memorial)
- David Macaulay (* 1946) – Architekt, Kunsthistoriker und Grafiker
- Chris Van Allsburg (* 1949) – Illustrator (u. a. The Polar Express)
- Mikyoung Kim (* 1968) – Landschaftsarchitektin

## Bekannte Absolventen
- Alfonso Ossorio  (1916–1990), Maler
- Ruth Adler Schnee (B.F.A. 1945) (1923–2023), Textildesignerin und Innenarchitektin
- Linda Connor  (B.F.A. 1967) (* 1944), Fotografin
- Martha Coolidge (B.F.A. 1968) (* 1946), Regisseurin und Fernsehproduzentin
- Walt Simonson (B.F.A. 1972)  (* 1946), Comicautor und -zeichner
- Gus Van Sant (B.F.A. 1975) (* 1952), Filmregisseur, Filmproduzent, Fotograf und Musiker
- Roz Chast (B.F.A. 1977) (* 1954), Cartoon- und Comiczeichnerin
- Robert Richardson (B.F.A. 1979) (* 1955), Kameramann
- Walton Ford (B.F.A. 1982) (* 1960), Maler
- Charles Stone III (B.F.A. 1988)
- Jill Greenberg (B.F.A. 1989) (* 1967), Fotografin
- Tobias Frere-Jones (B.F.A. 1992) (* 1970), Schriftgestalter
- Seth MacFarlane (B.F.A. 1995) (* 1973), Schauspieler, Synchronsprecher, Drehbuchautor, Komiker, Filmproduzent, Regisseur und Sänger
- Shepard Fairey (B.F.A. 1992) (* 1970), Street-Art Künstler, Grafiker und Illustrator
- Mary Lambert (* 1950), Regisseurin
- Tina Weymouth (* 1950), Musikerin
- Dan Colen (B.F.A. 2001) (* 1979), Künstler
- Brian Chesky (B.F.A. 2004) (* 1981), Unternehmer
- Rich Pellegrino